# Грамматика
Грамма́тика (др.-греч. γραμματική от γράμμα — «буква») как наука является разделом языкознания/лингвистики, который изучает грамматический строй языка, закономерности построения правильных, осмысленных речевых отрезков на этом языке (словоформ, синтагм, предложений, диктем, текстов). Эти закономерности грамматика формулирует в виде общих грамматических правил.
Говоря о грамматике как науке, выделяют:
- историческую грамматику — науку, изучающую строй слова, словосочетания и предложения в развитии через сравнение различных этапов истории языка;
- синхронную грамматику — науку, изучающую строй слова, словосочетания и предложения в синхронном плане (в XIX веке эта дисциплина именовалась описательной грамматикой).

## Истоки грамматики как науки
Система понятий и категорий современной грамматики, вплоть до терминологии (название частей речи, падежей и т. д.), восходит к античной языковедческой традиции (греки — Аристотель, стоики, александрийская школа; римляне — Варрон).
Современные методы грамматики берут своё начало в индийской языковедческой традиции (в трудах Панини середины 1-го тысячелетия до н. э.).
В Средние века — одно из семи свободных искусств. Будучи одновременно описательной и нормативной, она включает изучение текстов классиков и определённое представление о языке; язык, отождествляемый с латынью, предстает как потенциально вечная форма, напрямую связанная с механизмами мысли. До конца XII века при обучении пользовались позднелатинскими учебниками Доната и Присциана, и лишь затем появляются первые оригинальные грамматики (Doctrinales Александра из Вильдье и Grecismus Эберхарда Бетюнского).
- Европейские филологи Возрождения и эпохи Просвещения перенесли в грамматики новых языков понятия и категории латинской грамматики (напр., в первых церковно-славянских грамматиках — 1591, 1596).
- В XVII—XVIII вв. значительно возрастает интерес к логико-философским основам теории грамматики (проблема «универсальной» или «всеобщей» грамматики).
- Развитие типологических исследований и создание первых морфологических классификаций языков мира (начало XIX в.) дали толчок к созданию дифференцированных понятийных систем для описания языков разного строя; систематическая работа в этом направлении была начата Х. Штейнталем и продолжена младограмматиками.
- В описательные грамматики конкретных языков идея «эмансипации» грамматики новых языков от латинско-греческой грамматической традиции проникла по существу только в начале XX в. В частности, в русской грамматике была использована система грамматических понятий, разработанная Ф. Ф. Фортунатовым.
- Основные линии развития грамматики в XX в. касались не столько методики описания конкретных языков (хотя и этой стороне уделялось достаточное внимание, например, в рамках дескриптивной лингвистики), сколько проблемам теории грамматики.

## Классификация грамматики

### Части речи
Категория слов языка, определяемая морфологическими и синтаксическими признаками. В языках мира прежде всего противопоставляются имя (которое может делиться далее на существительное, прилагательное и т. п., но это не универсально) и глагол, в большинстве языков общепринято также деление частей речи на самостоятельные и служебные.

#### Имя существительное
Знаменательная (самостоятельная) часть речи, принадлежащая к категории имени и классу полнозначных лексем, может выступать в предложении в функциях подлежащего, определения, дополнения, обстоятельства и именной части сказуемого. В русском языке — самостоятельная часть речи, обозначающая предмет и отвечающая на вопрос «кто?» или «что?». Одна из основных лексических категорий; в предложениях существительное, как правило, выступает в роли подлежащего или дополнения, а также обстоятельства и сказуемого.

#### Имя прилагательное
Самостоятельная часть речи, обозначающая признак предмета и отвечающая на вопросы «како́й», «кака́я», «какое», «каки́е», «чей». В русском языке прилагательные изменяются по родам, падежам и числам, могут иметь краткую форму. В предложении прилагательное чаще всего бывает определением, но может быть и сказуемым.

#### Глагол
Самостоятельная часть речи, которая обозначает действие или состояние и отвечает на вопросы что делать? что сделать? что делал(а, и, о)?.

#### Наречие
Самостоятельная часть речи, неизменяемая, обозначающая признак действия, признак признака. В школьном преподавании принято говорить, что слова этого класса отвечают на вопросы «как?», «где?», «куда?», «откуда?», «когда?», «зачем?», «с какой целью?», «в какой степени?» и чаще всего относятся к глаголам и обозначают признак действия. Процесс образования наречий называется адвербиализацией.

#### Предлог
Служебная часть речи, выражающая синтаксическую зависимость имен существительных, местоимений, числительных от других слов в словосочетаниях и предложениях.

#### Союз
Служебная часть речи, с помощью которой связывают между собой части сложного предложения или однородные члены предложения.

#### Междометие
Неизменяемые слова и словосочетания, не являющиеся частями речи, обычно морфологически не членимые и выступающие в речи как односоставные предложения, служащие для выражения эмоций (радость, удивление, возмущение, раздражение, злость, боль, отвращение, недоумение и др.), ощущений, душевных состояний и других реакций, не называя их.

### Варианты использования глагола

#### Инфинитив
Неопределённая форма глагола, одна из нефинитных (безличных) форм глагола. В русском языке инфинитив может входить в состав составного глагольного сказуемого. Например: рисовал — хочет рисовать, смотрит — любит смотреть.

#### Причастие
Самостоятельная часть речи либо (в зависимости от точки зрения) особая форма глагола, которая обладает свойствами как глагола, так и имени прилагательного. Обозначает признак предмета по действию и отвечает на вопросы какой?, каков?, что делающий?, что делавший?, что сделавший?
Глагольные признаки причастия — это категория вида, залога, а также особенная форма времени.

#### Герундий
Одна из имеющихся во многих языках (английский, азербайджанский, испанский, французский, латинский и др.) нефинитных (безличных) форм глагола.
Отглагольная часть речи (наряду с причастием и деепричастием), выражающая действие как предмет. Отвечает на вопрос Делание чего?. Сочетает в себе признаки существительного (в частности, синтаксическая роль в предложении) и глагола.

### Члены предложения

#### Подлежащее
Главный член предложения, грамматически независимый; обозначает предмет, действие которого выражается сказуемым. Подлежащее называет то, о ком или о чём говорится в предложении, и отвечает на вопросы «кто?», «что?». При разборе предложения подчёркивается одной чертой. Подлежащее и все второстепенные члены предложения, относящиеся к подлежащему, образуют состав подлежащего. Чаще всего подлежащее выражается именительным падежом имени существительного.

#### Сказуемое
Главный член предложения, связанный с подлежащим и отвечающий на вопросы: «что делает предмет (или лицо)?», «что с ним происходит?», «каков он?», «что он такое?», «кто он такой?» и т. п. Сказуемое обозначает действие или состояние предметов и лиц, которые выражены подлежащим. Сказуемое чаще всего выражается глаголом, согласованным с подлежащим, но часто сказуемое выражается и другими частями речи (существительными, прилагательными, причастиями, числительными, местоимениями, наречиями, неделимыми словосочетаниями). При разборе предложения сказуемое подчеркивается двумя чертами.

#### Дополнение
Второстепенный член предложения, выраженный существительным или местоименным существительным. Дополнение обозначает предмет или лицо, являющееся объектом действия, указанного сказуемым, и отвечает на вопросы косвенных падежей («что?», «кого?», «кому?» и т. д.). Выделяют прямое дополнение — беспредложное дополнение после переходного глагола (в русском языке — в винительном, иногда в родительном падеже) — и косвенное дополнение (в остальных случаях — после предлогов и косвенных падежей). Употребление прямого дополнения после глагола имеет обычно более обязательный характер, чем косвенного; в некоторых языках имеются иногда и иные отличия[какие?]. Прямое дополнение у глагола обычно бывает одно, в то время как косвенных может быть несколько. При разборе предложения дополнение подчеркивается штриховым пунктиром.

#### Обстоятельство
Второстепенный член предложения, зависящий от сказуемого и обозначающий признак действия или признак другого признака. Обычно обстоятельства выражены существительными в формах косвенных падежей или наречиями, хотя некоторые группы обстоятельств могут быть выражены деепричастным оборотом.

#### Приложение
Определение, выраженное существительным, согласованным с определяемым словом в падеже, например: Ночевала тучка золотая на груди утеса-великана.
Приложения могут обозначать различные качества предмета, указывать на возраст, национальность, профессию и другие признаки. Подчеркивается, как и определение, волнистой линией. Имя собственное при сочетании с нарицательным существительным может быть приложением тогда, когда оно не называет лицо. В случае, если рядом с приложением — нарицательным существительным — стоит определяемое слово, тоже являющееся нарицательным существительным, их обычно объединяют дефисом: ковёр-самолёт, монах-аскет, Соловей-разбойник.

### Падежи

#### Именительный падеж
Один из базовых падежей в языках номинативного строя; обычно этот падеж кодирует агенс, в синтаксических терминах часто являющийся подлежащим. В индоевропейских языках именительный падеж также обычно употребляется для именной части сказуемого при глаголах со значением «быть» (а также, во многих языках, «становиться», «казаться», «считаться», «рождаться», «умирать» и т. п.):
- Русский: Квадрат есть прямоугольник, все стороны которого равны
- Латинский: Homo homini lupus est («Человек человеку волк»)
- Литовский: Aš esu studentas («Я — студент»)

#### Родительный падеж
Один из косвенных падежей, в языках мира обычно выражающий притяжательные отношения (то есть отношения принадлежности), а также имеющий целый ряд других функций. Этим он отличается от притяжательного падежа (посессива), который выражает только принадлежность. Термин «родительный» восходит к древнегреческой традиции, где при помощи его указывалось имя отца (родителя): «такой-то, (сын) такого-то». Родительный падеж в славянских и балтийских языках появился в результате слияния индоевропейского генитива и индоевропейского аблатива, и сохраняет как окончание, так и функции последнего, употребляясь в значении исходной точки движения с предлогами из, от, с.

#### Дательный падеж
Один из косвенных падежей, в языках мира обычно выражающий какое-либо действие, направленное к предмету (аллатив) и производные от него (например, передача прямого объекта косвенному, откуда и произошло название падежа; «действие в пользу кого-нибудь» — так называемый dativus ethicus). Дательный падеж часто выражает субъект ситуации восприятия, так называемый экспериенцер: русское «мне снится», «мне нравится», среднеанглийское me thinks, me likes. Во многих нахско-дагестанских языках употребление дательного падежа при глаголах восприятия совершенно последовательно. В некоторых языках имеет значение также местный падеж с соответствующими предлогами (так в немецком: 'im Deutschen).

#### Винительный падеж
Падеж, которым в языках номинативно-аккузативного строя обозначается объект действия (прямое дополнение): рус. читаю книг-у, лат. libr-um lego. В языках эргативного строя винительного падежа нет, а в функции объекта выступает абсолютив (в другой трактовке — именительный падеж). Название падежа в русском и во многих других языках является переводом с латинского accusativus, в свою очередь являющегося калькой с греческого названия др.-греч. αἰτιατική. В греческом это слово может значить «причинный» и «винительный». Римляне, научившиеся греческим грамматическим терминам, перевели это название как «винительный», хотя «причинный» было бы более соответствующим переводом..

#### Творительный падеж
Падеж, которым в ряде языков обозначается орудие, инструмент, которым агенс воздействует на другие объекты или производит определённое действие. Иногда творительный падеж может выражать роль агенса в пассивных конструкциях. Слово в творительном падеже отвечает на вопрос кем/чем?.

#### Предложный падеж
Падеж в русском и ряде других славянских языков, отвечает на вопросы: «О ком? О чём? В ком? В чём? На ком? На чём? При ком? При чём?». По происхождению русский предложный падеж восходит к индоевропейскому местному падежу (локативу) и сохраняет его значение с предлогами «в», «на», «при». В древнерусском языке этот падеж мог употребляться без предлога: Киевѣ «в Киеве», что демонстрирует его исконное значение как местного падежа; предлог об первоначально значил «вокруг».

## Центральные части грамматики
Центральными частями грамматики в этом значении традиционно являются учение о частях речи и их грамматических категориях, а также учение об общих правилах сочетания слов в более протяжённые единства (словосочетания, предложения) и о структуре этих речевых единств — синтаксисе.

## Разделы грамматики синтетических языков
Грамматика синтетических языков включает морфемику как науку о правилах построения слов из морфем и синтаксис как науку о правилах построения высказываний из слов, а также промежуточную между морфологией и синтаксисом сферу морфосинтаксиса, изучающего поведение клитик, служебных слов, компонентов аналитических форм.

## Границы между грамматикой и другими лингвистическими дисциплинами
Семантика, лексикология и фонетика, как правило, не включаются в грамматику (и противопоставляются ей). Однако в некоторых концепциях грамматики её сфера понимается расширенно — грамматика «абсорбирует» соответствующие предметные области этих научных дисциплин. В неё включаются грамматическая семантика, морфонология (включающая сегментную морфонологию, акцентологию и интонологию, то есть науку об интонации) и дериватологию (науку о словообразовании), лежащие на грани грамматики и, соответственно, семантики, фонетики и лексикологии.

## Связь грамматики с другими дисциплинами
Однако и понимаемая более узко, грамматика тесно связана с лексикологией (поскольку изучает грамматические свойства слов; см. грамматические словари), а также с такими разделами языкознания, как:
- орфоэпия (и, шире, фонетика), так как исследует звуковые средства выражения значений и произношение грамматических форм,
- орфография, поскольку охватывает их правописание,
- стилистика, так как описывает стилевые закономерности употребления грамматических форм в разных жанрах речи (см. грамматическая стилистика).

В составе грамматики выделяется несколько направлений грамматических исследований:

### Формальная и функциональная грамматика
- «Формальная» (см. Формальное направление в грамматике) (в других терминах, поверхностная) грамматика разрабатывает учение о грамматических средствах (грамматических показателях и их формальных типах — грамматических способах);
- Функциональная грамматика (или, в других терминах, глубинная грамматика) разрабатывает учение о грамматических значениях и тем самым составляет зону пересечения грамматики и семантики (грамматическую семантику).

### Универсальная и частная грамматика
- Универсальная грамматика разрабатывает понятия, с помощью которых можно описывать грамматический строй разных языков мира;
- Частная грамматика изучает грамматический строй отдельных языков, а также их групп и семей.

### Синхронная и историческая грамматика
- Синхронная грамматика описывает один язык на некотором этапе его существования. В XIX в., а отчасти и позднее, такую грамматику обычно называли описательной, а в XX в. стали называть синхронной или синхронической;
- Историческая грамматика (в других терминах, диахроническая или диахронная) сравнивает разные исторические этапы развития этого языка, выявляя исторические изменения и сдвиги в системе грамматических форм и конструкций. Разновидность последней — сравнительно-историческая грамматика (в других терминах, сравнительная грамматика) грамматика, исследующая происхождение целой группы или семьи родственных языков-потомков из одного источника — праязыка.